# Тучно
Тучно (пољ. Tuczno) је град у Пољској у Војводству Западно Поморје у Повјату валческом. Према попису становништва из 2011. у граду је живело 1.974 становника.

## Становништво
Према прелиминарним подацима са пописа, у граду је 2011. живело 1.974 становника.
| 2002. | 2011. | 2012. |
| ----- | ----- | ----- |
| 1.972 | 1.974 | 1.985 |